# 쿠네쿠네 (도시전설)
쿠네쿠네(くねくね→꿈틀꿈틀)란 2003년경부터 인터넷에 유포되고 있는 일본의 괴담이다.
몸을 구부러뜨리면서 움직이는 정체불명의 물체로, 생명체인지 또는 유령이나 요괴인지 그 종류에 대해서는 적극적으로 논의되고 있지 않은 것 같다.
일반적으로 쿠네쿠네는 다음과 같다고 여겨진다.
- 흰색이다. 드물게 검은 것이 있다고도 한다.
- 인간과는 전혀 다른 움직임으로 몸을 꿈틀거린다.
- 한여름의 논 등 물가에서 목격된다.
- 쿠네쿠네를 멀리서 바라보는 정도로는 문제가 없으나, 정체를 이해할 정도로 바라보거나 그것이 무엇인지 이해하면 정신에 이상을 초래한다.
- 쿠네쿠네의 존재를 이미 알고 있는 자(현지 거주 노인 등의 패턴이 많다)에게 "그런 것을 본다면 다가가서는 안 된다", "보았어도 빨리 잊어버려라"라는 경고를 받는다.
- 쿠네쿠네는 여자아이였고 시신이 논에 있다.

## 쿠네쿠네에 대한 제설

### 기원
여러 사이트에서 고찰이 이루어지고 있으며, 2ch의 오컬트 초상현상 게시판에 투고된 창작 괴담의 하나가 유포의 기원이라는 설이 유력하다. 다만, 이 투고에는 패러디가 있으며, 외부 사이트 게시판 로그에 원문이 이미 존재하던 것을 개작한 것이라고 투고자가 인정하고 있다. 그 후 스레드 이용자에 의해 무수한 이야기가 파생되었지만, 원문의 기초는 거의 유지되고 있다.
모로호시 다이지로의 만화 작품 요괴 헌터의 단편 〈히토니구사〉에는 구불구불 움직이는 괴이한 흰 인간형 물체가 등장하며 관련된 사람들이 발광하는 점에서 원문 제작자가 참고한 것이 아니냐는 설도 있지만 상세한 것은 불명이다.
현재 "쿠네쿠네"에 관한 이야기는 전문 스레드로 독립, 장수 스레드로 인식되고 있으며 인터넷 상에서 독자적으로 발전한 창작 괴담으로서 유명하다. 하지만 "쿠네쿠네"가 실제로 존재한다고 주장하는 사람도 적지 않다.

### 쿠네쿠네의 정체
허수아비나 뱀 신과 같은 농촌의 토착 신앙이나, 예로부터 전해지는 요괴와 연관짓는 설, 도플갱어의 일종이라는 설, 환각설, 자연 현상의 오인설 등 여러 설이 거론되고 있다.
```
목격했다고 하는 시기는 여름철에 집중되어 있으며, 장소는 농지 등 물가가 압도적 다수를 차지한다. 이들의 목격담의 대부분은 흰색이나 검은 색의 색채 대비가 강조되어 있다는 점에서 여름철 특유의 고온으로 인해 쿠네쿠네를 물가에서 수증기가 발생, 국지적 
신기루
 현상이 일어나 그것이 자신 또는 타인을 비춘 것에 의한 자연 현상에 따른 착각이라는 고찰도 존재한다. 또한 "보면 정신에 이상을 초래"한다고 여겨지는 것은 신기루 등에 의하여 발생하는 불규칙한 광선의 굴절과 반사로 인한 "기괴하게 어른거리는 정체불명의 물체"라는 이상한 광경에 강한 정신적 충격을 받기 때문이라는 설이 있다. 이 밖에도 여러 가지 설이 있고 단순히 
열사병
에 의한 의식 혼탁이 괴담으로 과장된 것이라는 설, 후쿠시마 현에 전승되는 ‘안초’(あんちょ)라는 설 등 다양한 가설이 제기되어 있다.
```

그러나 구네쿠네의 존재 요소는 목격담과 파생 에피소드, 완전한 창작 이야기 등에 그치기에 그 모습을 담은 사진이나 동영상 등의 자료도 존재하지 않는 고로, 현 시점에서는 모두 추론의 범주를 벗어나지 못한다.

## 참고 자료
- 山口敏太郎 『本当にいる日本の「現代妖怪」図鑑』 笠倉出版社、2007年。ISBN 4773003650。
- 伊藤龍平「ネット怪談「くねくね」考」『世間話研究』18号　世間話研究会、2008年。
- 野添恵美子「インターネットの口承文芸」『人間文化学部学生論文集』6号　京都学園大学人間文化学部、2008年。